# 남고괴담
《남고괴담》은 유튜브에서 2021년 11월 12일 부터 12월 31일까지 방송된 대한민국의 웹드라마이며, 밤부네트워크와 YG 엔터테인먼트에서 제작한다.

## 개요
웹드라마 《남고괴담》는 보석남자고등학교에 같은 반 3학년 학생들이 귀신을 찾아내기 위해 서로를 의심하며 벌어지는 내용을 그린다.

## 등장 인물

### 주요 인물
이 웹드라마의 주요 인물(보석남자고등학교 3학년 4반 학생들)은 보이그룹 트레저의 멤버들이 맡았다.
- 하루토 : 하루토 역

3학년 4반의 귀신
- 도영 : 김도영 역

3학년 4반의 반장
- 최현석 : 최현석 역
- 방예담 : 방예담 역
- 아사히 : 아사히 역
- 소정환: 소정환 역
- 윤재혁 : 윤재혁 역
- 요시 : 요시노리 역
- 박정우 : 박정우 역
- 준규 : 김준규 역
- 지훈 : 박지훈 역
- 마시호 : 마시호 역

### 보석남자고등학교 교사들과 학생들
- 장태훈 : 하동민 역

3학년 4반 담임선생
- 이경민 : 홍성준 역

3학년 학생
- 채희수 : 손원진 역

3학년 학생
- 서예리 : 이민정 역

음악 선생
- 김홍부 : 정근용 역

전 3학년 4반 담임선생
- 한명철 : 경비원 역

학교 경비원

### 그 외 인물
- 구시연 : 박정우의 어머니 역
- 구재연 : 무당 역

요시노리의 할머니

## 회차별 제목
| 회차 | 방송일    | 제목                             |
| ---- | --------- | -------------------------------- |
| 1회  | 11월 12일 | 우리 반에 귀신이 있어            |
| 2회  | 11월 19일 | 누가 귀신일까요?                 |
| 3회  | 11월 26일 | 귀신이 우리반에 미치는 영향      |
| 4회  | 12월 3일  | 귀신이 척 하면... 귀신한테 혼나. |
| 5회  | 12월 10일 | 진짜로 귀신들린 교실             |
| 6회  | 12월 17일 | 꼭꼭 숨어라 귀신 정체 들킬라     |
| 7회  | 12월 24일 | 이제 우리반에 귀신은 없다        |
| 8회  | 12월 31일 | 귀신과 친구가 될 수 있을까?      |